# Desaparición de Helena Anderson
Helena Andersson (nacida en 1970) era una joven sueca que desapareció el 14 de junio de 1992 en la ciudad de Mariestad (Suecia), cuando contaba 21 o 22 años. Desde entonces se ha detenido a varios sospechosos de su desaparición, que posteriormente han sido puestos en libertad sin cargos. La desaparición ha sido objeto de gran atención por parte de los medios de comunicación.

## Desaparición
Andersson había asistido a la fiesta de inauguración de la casa de un amigo en Töreboda; por la noche, ella y unos amigos decidieron seguir de fiesta en la discoteca Stadshotellet, en el centro de Mariestad. A las 2 de la madrugada se dirigió a casa a pie; una hora más tarde, varios testigos oyeron los gritos de una mujer. A unos 100 metros de la casa de sus padres se encontraron los anillos y las sandalias de Andersson, así como gotas de sangre. Desde entonces no se ha vuelto a saber nada de ella. El primer sospechoso fue un danés al que testigos habían visto conduciendo un coche blanco, supuestamente recogiendo a Helena Andersson y alejándose del Stadshotellet. Fue detenido y posteriormente puesto en libertad.

## Investigación y arrestos
En agosto de 2019, las pruebas de ADN encontraron rastros de tres personas diferentes en sus sandalias. En agosto de 2021, un hombre de unos 60 años fue detenido en relación con la desaparición de Helena Andersson.
Más tarde fue puesto en libertad, pero sigue siendo sospechoso de su desaparición. En 2020, el grupo especial de casos sin resolver de la policía sueca en Gotemburgo comenzó a investigar el caso. Durante la noche Helena llamó a su hermana para preguntarle si había visto su cartera, su hermana le dijo que le pagaría un taxi a casa. Helena decidió caminar a casa de todos modos.
Al día siguiente de su desaparición se encontraron dos anillos que llevaba puestos y unas sandalias. Varios testigos dijeron a la policía que habían visto un coche blanco o posiblemente de color claro cerca del lugar donde se encontraron las pertenencias de Helena Andersson. El sospechoso, de 60 años, tenía un coche blanco en el momento de la desaparición de Helena Andersson; desde entonces, el coche había sido desguazado, según se reveló en 2021. Los testigos oyeron un fuerte grito que identificaron como el de una mujer gritando.
En 2017, otro hombre fue detenido como sospechoso de la desaparición, pero también fue puesto en libertad más tarde. Era conocido en los medios como "el hombre de las gafas de piloto".
En 2010, los investigadores examinaron un Volvo 744 blanco en busca de pruebas. Pertenecía a un hombre de 80 años que había fallecido en el incendio de una casa, gracias a los avisos del público. Se consideró que no tenía nada que ver con su desaparición. En septiembre de 2021, los investigadores revelaron que el ADN del sospechoso de 60 años había sido enviado para su análisis al Centro Forense Nacional. Tras su detención, la policía también registró su casa y la zona en la que desapareció, sin revelar ningún resultado a los medios de comunicación.
Su desaparición también se ha relacionado con el asesino Anders Eklund, pero no se han presentado cargos.
El 20 de junio de 2022, los fiscales suecos encargados del caso decidieron cerrar todas las investigaciones y trabajos sobre el caso, que sólo se reabriría si surgen nuevas pruebas.